# Aspera Hiems Symfonia
Aspera Hiems Symfonia är det norska black metal-bandet Arcturus första studioalbum. Albumet utgavs 1996 av skivbolaget Ancient Lore Creations.

## Låtlista
1. "To Thou Who Dwellest in the Night" – 6:46
2. "Wintry Grey" – 4:34
3. "Whence & Whither Goest the Wind" – 5:15
4. "Raudt og svart" – 5:50
5. "The Bodkin & the Quietus (...to Reach the Stars)" – 4:36
6. "Du nordavind" – 4:00
7. "Fall of Man" – 6:06
8. "Naar kulda tar (frostnettenes prolog)" – 4:21

Alla låtar skrivna av Arcturus.

## Medverkande
Musiker (Arcturus-medlemmar)
- Garm (Kristoffer Rygg) – sång
- Carl August Tidemann – gitarr
- Skoll (Hugh Stephen James Mingay) – basgitarr
- Hellhammer (Jan Axel Blomberg) – trummor
- Sverd (Steinar Sverd Johnsen) – keyboard

Produktion
- Arcturus – producent
- Kristian Romsøe – ljudmix
- Craig Morris – mastring
- Christophe Szpajdel – logo

### Fotnoter
1. ↑  Aspera Hiems Symfonia på discogs.com